# Reinstinden (Lom)
De Reinstinden is een berg behorende bij de gemeente Lom in de provincie Oppland in Noorwegen. De berg, gelegen in Nationaal park Jotunheimen, heeft een hoogte van 1756 meter.
De Reinstinden is onderdeel van het gebergte Jotunheimen.
Een kilometer ten westen van Reinstinden is een iets hoger, maar naamloos piek, met een hoogte van 1763 meter.